# Comédia de capa e espada
É denominado como comédia de capa e espada a um dos subgêneros dramáticos do teatro clássico espanhol do Século de Ouro. É definida como aquela peça teatral galante dividida em três atos, cuja ação ocorre entre personagens que não excedem o nível social de nobres e cavaleiros, por exemplo, El acero de Madrid de Lope de Vega. É um dos quatro tipos de comédia do Século de Ouro: os restantes são a Comédia de Enredo, com a qual as vezes se confunde a Comedia de Carácter (Comédia de Tipos), e a Comédia de Figurón(Comédia de Figuras, ou Comédia de Personagens). 
O dramaturgo Francisco Bances Candamo, em seu Theatro de los theatros de los passados y presentes siglos , cuja primeira versao remonta a 1689-90, classifica a comédia espanhola do momento em dois grandes grupos: Amátória e Histórica, a comédia amatória se divide em comédia de fábrica e comédia de capa espada, esta última é definida como:
"Aquelas cujos personagens são apenas cualleros particulares, como don Juan, Don Diego, etc, e os conjuntos de ação são reduzidos a duelos, a invejas, ao se esconder do galã, ao ocultar-se a dama, enfim, àqueles sucessos mais caseiros da galanteria." (Op. cit. p. 33)